# Tamara Friedrichowna Adelgeim
Tamara Friedrichowna Adelgeim (russisch Тамара Фридриховна Адельгейм; * 13.jul. / 26. April 1904greg. in Kiew; † 11. Mai 1979 in Synelnykowe, Ukrainische SSR, Sowjetunion) war eine sowjetische Theater- und Film-Schauspielerin.

## Leben und Leistungen
Tamara Adelgeim war die Tochter des Rechtsanwalts Friedrich Jakowlewitsch und der Hausfrau Galina Jakowlewna Adelgeim. Ihre Onkel Robert (1860–1934) und Rafail Lwowitsch Adelgeim (1861–1938) waren im vorrevolutionären Russland bekannte Theaterdarsteller.
Adelgeim zog 1922 nach Odessa, um eine Musikschule zu besuchen, ging aber bereits kurz darauf nach Moskau, wo sie sich unter Abram Room zur Schauspielerin ausbilden ließ. Sie trat auch 1924 in dessen verschollenem Kurzfilm Что говорит "мос", сей отгадайте вопрос (Tschto goworit „mos“, sei otgadaite wopros) auf. Im selben Jahr war Adelgeim in dem Science-Fiction-Werk Aelita – Der Flug zum Mars zu sehen. Eine ihrer wichtigsten Rollen folgte 1925 in Das jüdische Glück. Bis Ende der 1920er Jahre nahm sie insgesamt zehn Engagements wahr, u. a. auch in Rooms Revolutionsfilm Предатель (Predatel, 1927) nach einer Erzählung von Lew Weniaminowitsch Nikuli und die weibliche Titelrolle in Eduard Juljewitsch Iogansons Kurzfilm Гафир и Мариам (Gafir i Mariam, 1928), der auf einem Werk Wsewolod Iwanows beruhte.
1930 verfasste Adelgeim das Libretto Хромоножка (Chromonoschka) über ein behindertes Mädchen, das dank der Pionierorganisation sozialen Anschluss findet. Es wurde zur Grundlage des gleichnamigen Films, in dem die dunkelhaarige Mimin selbst die Hauptrolle gab. In den 1930er Jahren spielte Adelgeim am Jugendtheater in Stücken von Jakob Gordin und Paolo Giacometti und nahm an Inszenierungen ihrer Onkel teil. Außerdem erhielt sie noch einige Filmengagements, u. a. in der nicht erhaltenen ukrainischen Produktion Любовь (Ljubow, 1938) und zuletzt in Das goldene Schlüsselchen (1939) von Alexander Ptuschko, zugleich ihr einziger Tonfilm. 1941 wurde sie mit dem Ensemble des Mosfilmstudios nach Alma-Ata evakuiert und trat dort in Krankenhäusern mit dem Sketch Маленький разведчик (Malenki raswedtschik) auf, den ihr Ruwim Frajerman auf den Leib geschrieben hatte. Im Februar 1943 kehrte sie nach Moskau zurück und trat als Estradakünstlerin auf, wobei Adelgeim ihre zierliche Statur entgegenkam. In den 1950er Jahren inszenierte sie außerdem das Stück Дорога мира (Doroga mira), das in verschiedenen Regionen der Sowjetunion gespielt wurde.
Neben ihrem künstlerischen Schaffen nahm Adelgeim auch administrative Aufgaben wahr. Im Januar 1929 wurde sie zur Vereinigung der revolutionären Filmschaffenden versetzt und nahm im Dezember 1932 als Delegierte an der Generalkonferenz der Filmschauspieler teil. Ab 1939 war sie außerdem Vorsitzende der Schauspielerabteilung im Moskauer Haus des Kinos. Adelgeim war in diesem Tätigkeitsbereich aber nie glücklich, da er sie vom kreativen Schaffen abhielt.
Nach dem Renteneintritt und dem Tod ihres zweiten Mannes zog sie in ein Pflegeheim für ehemalige Schauspieler. Im Frühjahr 1979 weilte Adelgeim zu einem Kuraufenthalt in Jalta, kehrte aber vorzeitig nach Moskau zurück. Am Bahnhof von Synelnykowe starb die 75-Jährige jedoch überraschend. Da es keine Möglichkeit gab, ihren Leichnam nach Moskau zurückzubringen, wurde sie vor Ort beigesetzt.

## Privates
Adelgeim war in erster Ehe mit dem Kritiker und Dramatiker Chrisanf Nikolajewitsch Chersonski (1897–1968) verheiratet. Ihr zweiter Mann war der Regisseur Alexander Leonidowitsch Solowjow (1898–1973), unter dem sie in Пять невест (Pjat newest, 1930) spielte.
Der Schriftsteller Alexander Fadejew trennte sich für Adelgeim von seiner ersten Frau Walerija Gerassimowa, heiratete letztlich jedoch die Schauspielerin Angelina Osipowna Stepanowa.

## Filmografie (Auswahl)
- 1924: Aelita – Der Flug zum Mars (Aelita)
- 1925: Das jüdische Glück (Jewreiskoje stschastje)
- 1927: Митя (Mitja)
- 1930: Хромоножка (Chromonoschka) – auch Drehbuch
- 1930: Пять невест (Pjat newest)
- 1939: Das goldene Schlüsselchen (Solotoi kljutschik)